# 유현 (기향절후)
유현(劉賢, ? ~ ?)은 전한 말기의 제후로, 양이왕의 아들이다.

## 행적
영시 2년(기원전 15년), 기향후(祁鄕侯)에 봉해졌다.
시호를 절이라 하였고, 아들 유부가 작위를 이었다.

## 출전
- 반고, 《한서》 권15하 왕자후표 下

| 선대 (첫 봉건) | 전한의 기향후 기원전 15년 5월 을해일 ~ ? | 후대 아들 유부 |